# Hôpital central de Kanta-Häme
L'hôpital central de Kanta-Häme (finnois : Kanta-Hämeen keskussairaala) est l'hôpital central du district hospitalier de Kanta-Häme situé dans le quartier d'Ahvenisto à Hämeenlinna en Finlande,,.

## Présentation
Il dessert le district hospitalier de Kanta-Häme, dont la couverture est exactement  celle de la province de Kanta-Häme.
L'unité de Riihimäki de l'hôpital central de Kanta-Häme est située dans le même bâtiment que le centre de santé régional de Riihimäki. L'ensemble s'appelle l'hôpital de Riihimäki.